# Фёльзер, Патрик
Патрик Фёльзер (нем. Patrick Fölser, родился 16 ноября 1976 в Линце) — австрийский гандболист, игравший на позиции линейного. Известен под прозвищем «Пако» (нем. Paco).

## Карьера

### Клубная
Дебютировал в гандболе в 1996 году как игрок «Каринтии» в чемпионате Австрии, спустя два года перешёл в «Линц» из своего родного города, однако после серии неудач команды принял решение уехать за границу. В 2000 году выкуплен командой Второй Бундеслиги Германии «Пфуллинген», с которой в 2002 году вышел в Первую Бундеслигу. В том же году Фёльзер перешёл в «Н-Любекке», в 2003 году с ним вышел в Первую Бундеслигу, но через год вылетел, несмотря на рекордную победу со счётом 68:0. В последующие годы игра команды не позволяла ей выйти снова в Первую Бундесоигу, и в 2007 году Фёльзер перешёл в «Дюссельдорф» из Второй Бундеслиги, выйдя с ним в Первую Бундеслигу и вылетев через сезон. С лета 2011 выступал за австрийскую команду «Вест-Виен». По окончании сезона 2013/2014 объявил о завершении игровой карьеры.

### В сборной
В составе сборной Австрии Фёльзер выступал на протяжении долгого промежутка времени: в ноябре 1996 года он дебютировал в поединке против Италии, проведя до октября 2012 года 213 игр в течение 16 лет. К январю 2014 года он довёл число матчей до 218, итого забив там 567 голов. Высшим достижением является участие в домашнем чемпионате Европы 2010 года, где Австрия финишировала на 9-м месте.

## Личная жизнь
До того, как стать гандболистом, Патрик Фёльзер окончил кулинарный техникум.